# 阿尔尼科伊武
阿尔尼科伊武，是主要使用于芬兰的芬蘭語姓。以下知名人物使用此姓：
- 艾诺·阿尔尼科伊武（约1982年－），芬兰政治人物。
- 亨丽埃塔·阿尔尼科伊武（20世纪－），芬兰非虚构文学作家。